# Draženka
Draženka je žensko osebno ime.

## Izvor imena
Ime Draženka je različica imena Draga.

## Pogostost imena
Po podatkih Statističnega urada Republike Slovenije je bilo na dan 31. decembra 2007 v Sloveniji število ženskih oseb z imenom Draženka: 30.

## Osebni praznik
V koledarju je ime Draženka zapisano pri imenu Draga.